# コニー (犬)
コニー・パウルグラーヴェ（ロシア語：Конни Полгрейв、英語：Connie Paulgrave）はコニー（Кони、Koni）の通称で知られるロシアのプーチン大統領の飼い犬で、雌のラブラドール・レトリバーである。2000年にロシアの政治家セルゲイ・ショイグがプーチンにプレゼントした。コニーはプーチンが出席する会議やプーチンが各国首脳と会談するときもしばしば同席する。

## 家族
コニー（コニー・パウルグラーヴェ）は1999年にサイノロジー・センターで生まれた。そこで彼女は捜索・救助犬として訓練されることになっていた。母はヘンリエッタ・ブッシュ、父はアルコア・ロス・ブラッドフォードである。ブラッドフォードはソビエト連邦の政治家レオニード・ブレジネフが飼っていたラブラドールの遺伝子を持っている。コニーの名前はコンドリーザ・ライスからとられたものだという噂があるが、真相は不明である。2000年12月にセルゲイ・ショイグからのプレゼントとしてプーチンに贈られた。
2003年12月7日（ロシアの立法上の選挙の日）早朝、コニーは8匹の子犬を産んだ。何匹かは他人に贈られた。1匹は年金受給者、1匹（オスカー）はモスクワの6歳の女子に与えられ、もう1匹は救助犬になった。2匹の子犬はオーストリアとロシアの友好の象徴としてオーストリア連邦大統領トーマス・クレスティルに贈られた。クレスティルの死後は彼の妻マーゴットが犬の面倒を見ている。

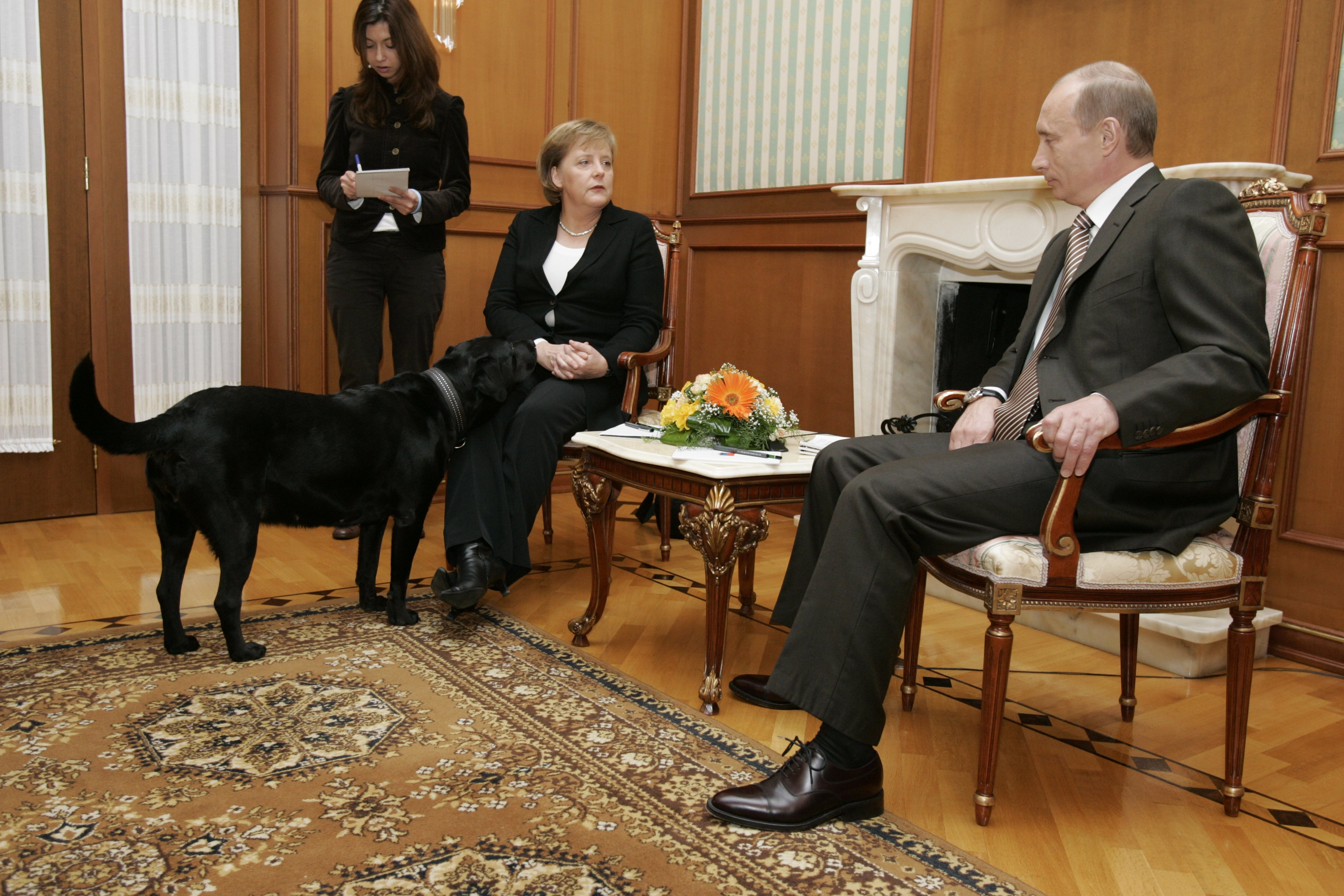
プーチン首相とドイツ・メルケル首相との会談に同席するコニー